# مترو القاهرة
مترو القاهرة أو كما يشتهر في مصر بمترو الأنفاق هو شبكة سكك حديدية كهربائية سريعة لنقل الأفراد تخدم محافظات القاهرة الكبرى (القاهرة، الجيزة، القليوبية). تعمل حالياً بتلك الشبكة 3 خطوط في مسارات نفقية وسطحية أرضية وسطحية معلقة، وجاري إنشاء خط رابع إضافي. قام بتمويل إنشاء وتطوير خطوط المترو الحكومة المصرية بالتعاون مع وكالات تمويل دولية عن طريق منح وقروض ميسرة وتسهيلات تجارية وائتمانية. ويعد المترو أهم وسائل مواصلات الأفراد العامة في القاهرة الكبرى حيث ينقل ما يقرب من 3.6 مليون راكب يومياً.
الخط الأول (حلوان - المرج الجديدة) هو أول خط مترو في مصر والوطن العربي وأفريقيا، تلاه تدشين خط (شبرا الخيمة - أم المصريين)، ثم افتتح الخط الثالث (عدلي منصور - جامعة القاهرة / محور روض الفرج)، وجاري العمل على إنشاء الخط الرابع.
يقوم على تشغيل الخطين الأول والثاني الشركة المصرية لإدارة وتشغيل المترو، فيما يقوم على تشغيل الخط الثالث شركة أر.إيه.تي.بي. ديف كايرو للنقل الفرنسية تحت إشراف الهيئة القومية للأنفاق المالكة لأصول المرفق.
يعتبر مترو القاهرة أحد عناصر منظومة النقل النظيف باستخدام الطاقة الكهربائية في مصر سواء العاملة منها او التي لا زالت تحت الانشاء، وتتكون من (ترام الإسكندرية، مترو الإسكندرية، مترو القاهرة، المونوريل، القطار الكهربائي الخفيف، القطار الكهربائي السريع، الأتوبيس الترددي)

## التشريعات المنظمة
- قانون رقم 4 لسنة 1990 في شأن بعض الأحكام الخاصة بمترو الأنفاق.[3]

## التاريخ
فكرة إنشاء مترو الأنفاق ترجع لعهد الملك فؤاد الأول، عندما أرسل إليه عامل مصلحة السكة الحديد المهندس سيد عبد الواحد أول اقتراح لعمل المترو،:15 ولكن تجاهل الملك اقتراحه ليغلق ذلك الملف ويفتح مرة أخرى بعد ثورة 23 يوليو وتولّي الرئيس جمال عبد الناصر رئاسة الجمهورية، حيث طلب خبراء من فرنسا لإنشاء المترو، فوضعوا تصورًا لإنشاء شبكة مترو أنفاق تتكوّن من خطين: الأول بين باب اللوق وترعة الإسماعيلية بطول 12 كم، والثاني من بولاق أبو العلا إلى القلعة بطول 5 كم، حيث كانت تلك المناطق آنذاك هي مواضع الزحام المتوقعة في المستقبل.:15
زار مصر عدد من الخبراء السوفييت في عام 1956 ويابانيون عام 1960 وفرنسيون 1962 وخلصوا إلى اقتراح إنشاء مترو يتألف من أربعة خطوط: الأول بطول 5 كم يربط بين حلوان والمرج ويمر أسفل شارع القصر العيني وشارع رمسيس،:15 والثاني بطول 9.5 كم يبدأ من مسجد السيدة زينب إلى شبرا مرورًا بوسط القاهرة،:15 والثالث بطول 11.5 كم يربط بين الجيزة والعباسية، أما الخط الرابع فيمتد بطول 6.7 كم بين الأوقاف بالجيزة والقلعة.:15
اقترح خبراء بريطانيون في عام 1964 إنشاء خط مترو يربط بين باب اللوق وشبرا،:16 واقترح خبراء يابانيون في عام 1966 إنشاء خط بين حلوان والمرج وآخر يربط بين المهندسين ومصر الجديدة عبر شارع 26 يوليو بطول 26 كم.:16
طرحت وزارة النقل مناقصة دولية لدراسة حاجات النقل في القاهرة فازت بها الشركة الفرنسية SOFRETU في 20 سبتمبر 1970.:17 اكتملت الدراسة في عام 1973، وركزت على تحليل النمو السكاني في القاهرة واحتياجات النقل حتى أعوام 1980 و1985 و1990. أوصت الدراسة بضرورة إنشاء ثلاثة خطوط مترو لحل أزمة النقل،:18 يستخدم الخط الأول السكك الحديدية القائمة (بين حلوان باب اللوق ورمسيس المرج) ويربطها بنفق ليصل طوله الإجمالي إلى 43 كم. أما الخط الثاني فيبلغ طوله 13.5 كم ويربط شبرا الخيمة ببولاق مرورًا بشارع رمسيس وميدان التحرير، ويمتد الخط الثالث من الدراسة إلى إمبابة بطول 10 كم.:19
كانت الأولوية في ذلك الوقت لإنشاء الخط الأول الذي سيحل مشكلة الانتقال بين شمال القاهرة وجنوبها وسيعتمد على بنية سكك تحتية موجودة تسهل العمل.:19 استغرقت الدراسة التفصيلية لبناء الخط الأول 6 سنوات من عام 1975 إلى عام 1981.:19 ثم طرحت مناقصة لتنفيذ المشروع فازت بها الشركة المصرية الفرنسية (إنترا نيفرا عربكو).:20
بدأ بناء الخط الأول في عام 1982، وافتتح القسم الأول منه في 27 سبتمبر 1987، حتى اكتمل الخط في عام 1989 ليصل بين حلوان والمرج بطول 42.5 كم مقسمة على 34 محطة، منها 4.7 كم تحت الأرض. ثم أضيفت محطة المرج الجديدة في الطرف الشمالي من الخط في عام 1999. افتتح الخط الثاني الذي يربط شبرا الخيمة بجامعة القاهرة ويمر تحت النيل في أكتوبر 2000، ثم امتد لاحقًا إلى المنيب. افتتحت المرحلة الأولى من الخط الثالث في 2012 حتى افتتح بالكامل في عام 2024.

## الشركات المشغلة وملكية الأصول
تنفصل ملكية أصول خطوط المترو عن الشركات المشغلة للخطوط. ففي حين أن الهيئة القومية للأنفاق هي الجهة المنوط بها الإشراف على تنفيذ مشروع المترو منذ إنشائها عام 1983، ولكن ظلت ملكية أصول المترو تابعة للهيئة القومية لسكك حديد مصر، ثم عُدل قانون الهيئة القومية للأنفاق في عام 2018 ليؤول إليها ملكية أصول خطوط المترو.

### الشركة المصرية لإدارة وتشغيل مترو الأنفاق
يشغل الخطين الأول والثاني حالياً «الشركة المصرية لإدارة وتشغيل المترو» والتي تمتلك فيها الهيئة القومية للأنفاق نسبة 51%.
وفقاً لقرار رئيس مجلس الوزراء رقم 1699 لسنة 2021 منح التزام إدارة وتشغيل وصيانة الخط الثاني لمترو أنفاق القاهرة بنظام التكلفة بالإضافة إلى الأتعاب (Cost Plus Fee) للشركة المصرية لإدارة وتشغيل مترو الأنفاق لمدة 15 عاماً.
وفقاً لقرار رئيس مجلس الوزراء رقم 1700 لسنة 2021 منح التزام إدارة وتشغيل وصيانة الخط الأول لمترو أنفاق القاهرة بنظام التكلفة بالإضافة إلى الأتعاب (Cost Plus Fee) للشركة المصرية لإدارة وتشغيل مترو الأنفاق لمدة 15 عاماً.

### شركة آر.إيه.تي.بي. ديف كايرو للنقل
وفقاً لقرار رئيس مجلس الوزراء رقم 1468 لسنة 2020 منح التزام تشغيل وإدارة الخط الثالث للمترو إلى الهيئة المستقلة للنقل في باريس متمثلة في «شركة آر.إيه.تي.بي. ديف كايرو للنقل» لمدة 15 عاماً طبقاً لعقود الشراكة الموقعة بين الشركة الفرنسية والهيئة القومية للأنفاق.

## تمويل مشاريع الإنشاء والتطوير

### جهات التمويل الدولية
- الوكالة الفرنسية للتنمية.
- وكالة اليابان للتعاون الدولي «جايكا».
- البنك الأوروبي لإعادة الإعمار والتنمية.
- بنك الاستثمار الأوروبي.
- المفوضية الأوروبية.
- صندوق التعاون الكوري للتنمية الاقتصادية.
- البرنامج الأمريكي للتجارة والتنمية.
- صندوق تدويل الشركات الإسبانية.

### اتفاقيات التمويل
- قرار رئيس الجمهورية رقم 222 لسنة 1977 في شأن الموافقة على البروتوكول المالي الخاص لإتاحة قرض مالي بمبلغ 160 مليون فرنك لتمويل مشروع مترو أنفاق القاهرة بين حكومتي جمهورية مصر العربية وجمهورية فرنسا الموقع في باريس بتاريخ 9 ديسمبر 1976.[18]
- قرار رئيس الجمهورية رقم 367 لسنة 1980 في شأن الموافقة على البروتوكول المالي الموقع بين حكومتي جمهورية مصر العربية والجمهورية الفرنسية لتمويل المرحلة الأولى من مشروع مترو القاهرة بتاريخ 20 يونيو 1980.[19]
- قرار رئيس الجمهورية رقم 321 لسنة 1982 في شأن الموافقة على اتفاق ملحق بروتوكول 20 يونيو 1980 بشأن تمويل المرحلة الأولى من مشروع مترو القاهرة الموقع في باريس بتاريخ 23 ديسمبر 1981 بين حكومتي جمهورية مصر العربية والجمهورية الفرنسية.[20]
- قرار رئيس الجمهورية رقم 95 لسنة 1984 في شأن الموافقة على اتفاقية قرض تمويل 80% من القيمة التقديرية لتطبيق معادلة تغيير الأسعار بالعقد رقم (1/مترو) الخاص بتنفيذ المرحلة الأولى لمترو الأنفاق (نفق السيدة زينب/ميدان رمسيس).[21]
- قرار رئيس الجمهورية رقم 172 لسنة 1984 في شأن الموافقة على اتفاقية قرض تمويل 80% من القيمة التقديرية لتطبيق معادلة تغيير الأسعار بالعقد رقم (2/مترو).[22]
- قرار رئيس الجمهورية رقم 262 لسنة 1985 في شأن الموافقة على ملحق اتفاقية قرض تمويل 80% من معادلة تغيير الأسعار لعقد (1/مترو) بمبلغ 200 مليون فرنك فرنسي.[23]
- قرار رئيس الجمهورية رقم 17 لسنة 1993 في شأن الموافقة على اتفاقية منحة تمويل مكون التدريب بالعقد المبرم لتقديم الخدمات الاستشارية والإشراف على إنشاء وبدء تشغيل المرحلة الأولى من الخط الثاني لمترو أنفاق القاهرة بين حكومتي جمهورية مصر العربية والولايات المتحدة الأمريكية (البرنامج الأمريكي للتجارة والتنمية) الموقعة بتاريخ 31 مايو 1992.[24]
- قرار رئيس الجمهورية رقم 124 لسنة 2002 في شأن الموافقة على البروتوكول المالي بين حكومتي جمهورية مصر العربية والجمهورية الفرنسية الموقع في القاهرة بتاريخ 19 فبراير 2002 بشأن مساهمات مالية لتحديث الخط الأول لمترو القاهرة.[25]
- قرار رئيس الجمهورية رقم 86 لسنة 2009 في شأن الموافقة على البروتوكول المالي بين حكومتي جمهورية مصر العربية والجمهورية الفرنسية بشأن تمويل المرحلة الثانية من الخط الثالث لمترو أنفاق القاهرة الموقع في القاهرة بتاريخ 23 ديسمبر 2008.[26]
- قرار رئيس الجمهورية رقم 63 لسنة 2010 في شأن الموافقة على اتفاق التسهيل الإئتماني بين حكومة جمهورية مصر العربية والوكالة الفرنسية للتنمية بشأن المساهمة في تمويل المرحلة الثانية من الخط الثالث لمترو أنفاق القاهرة الموقع في القاهرة بتاريخ 24 يناير 2010.[27]
- قرار رئيس المجلس الأعلى للقوات المسلحة رقم 299 لسنة 2012 في شأن الموافقة على الخطابات المتبادلة بين حكومتي جمهورية مصر العربية واليابان الموقعة في القاهرة بتاريخ 19 مارس 2012 بشأن قرض مقدم من الحكومة اليابانية لتمويل تنفيذ مشروع المرحلة الأولى من الخط الرابع لمترو أنفاق القاهرة الكبرى.[28]
- قرار رئيس الجمهورية رقم 360 لسنة 2012 في شأن الموافقة على اتفاق مظلة بين حكومة جمهورية مصر العربية وشركاء التنمية الأوروبيين وهم الوكالة الفرنسية للتنمية وبنك الاستثمار الأوروبي والمفوضية الأوروبية بشأن مشروع المرحلة الثالثة من الخط الثالث لمترو أنفاق القاهرة الكبرى والموقع في القاهرة بتاريخ 23 سبتمبر 2012.[29]
- قرار رئيس الجمهورية رقم 99 لسنة 2016 في شأن الموافقة على اتفاق قرض مترو القاهرة - شراء 13 قاطرة لخط المترو الثاني بين حكومة جمهورية مصر العربية والبنك الأوروبي لإعادة الإعمار والتنمية والموقع في القاهرة بتاريخ 8 ديسمبر 2015.[30]
- قرار رئيس الجمهورية رقم 470 لسنة 2018 في شأن الموافقة على ترتيبات بين حكومة جمهورية مصر العربية وحكومة جمهورية كوريا بشأن قرض من صندوق التعاون للتنمية الاقتصادية لتوريد 32 قطاراً لمترو أنفاق القاهرة الكبرى (الخط الثالث) المرحلتين الثالثة والرابعة (مجموعة ج 5) والموقعة في القاهرة بتاريخ 26 أغسطس 2018.[31]
- قرار رئيس الجمهورية رقم 76 لسنة 2019 في شأن الموافقة على اتفاق حكومي بين جمهورية مصر العربية وبنك الاستثمار الأوروبي بشأن تطوير وتجديد الخط الأول لمترو القاهرة والذي يتيح البنك بمقتضاه قرضا لجمهورية مصر العربية تبلغ قيمته 350 مليون يورو والموقع في فينا بتاريخ 18 ديسمبر 2018.[32]
- قرار رئيس الجمهورية رقم 485 لسنة 2019 في شأن الموافقة على اتفاق قرض (تحديث الخط الأول لمترو القاهرة) بين جمهورية مصر العربية والبنك الأوروبي لإعادة الإعمار والتنمية بمبلغ 205 مليون يورو والموقع في القاهرة بتاريخ 1 أغسطس 2018.[33]
- قرار رئيس الجمهورية رقم 143 لسنة 2020 في شأن الموافقة على إتفاق التعاون بين جمهورية مصر العربية "الهيئة القومية للأنفاق" وبنك الاستثمار الأوروبي بشأن إعداد دراسة جدوى لإعادة تأهيل الخط الثاني لمترو أنفاق القاهرة ، الموقع في القاهرة بتاريخ 29 يناير 2020.[34][35]
- قرار رئيس الجمهورية رقم 409 لسنة 2020 في شأن الموافقة على الاتفاق المبسط بين حكومة جمهورية مصر العربية والوكالة الفرنسية للتنمية لتجديد وتطوير الخط الأول للمترو بالقاهرة والموقع في مدينة القاهرة بتاريخ 3 يونيو 2020.[36]
- قرار رئيس الجمهورية رقم 698 لسنة 2020 في شأن الموافقة على إتفاق منحة (مساعدة فنية) بين جمهورية مصر العربية والبنك الأوروبي لإعادة الإعمار والتنمية بشأن مشروع تحديث الخط الأول لمترو الأنفاق - مرحلة التحديث الأولى بمبلغ 3 ملايين و5 آلاف يورو الموقع بتاريخ 21 أكتوبر 2020.[37]
- قرار رئيس الجمهورية رقم 194 لسنة 2022 في شأن الموافقة على اتفاق القرض بين جمهورية مصر العربية ممثلة في وزارة التعاون الدولي وحكومة الجمهورية الفرنسية المساهم في تمويل توريد 55 قطار وتجديد معدات مستودعات للخط الأول من مترو القاهرة بمبلغ 776 مليون و900 ألف يورو الموقع بتاريخ 28 مارس 2022.[38]
- قرار رئيس الجمهورية رقم 637 لسنة 2022 في شأن الموافقة على اتفاق القرض التجاري المقدم من بنك الصادرات والواردات الكوري وبنك كريدي أجريكول - كوريا لاستكمال تمويل مشروع توريد 32 قطاراً للمرحلتين الثالثة والرابعة من الخط الثالث لمترو أنفاق القاهرة الكبرى.[39]
- قرار رئيس الجمهورية رقم 62 لسنة 2023 في شأن الموافقة على الخطاب المتبادل بين حكومة جمهورية مصر العربية وحكومة اليابان بشأن القرض المقدم من خلال وكالة اليابان للتعاون الدولي "الجايكا" بمبلغ 41 مليار ين ياباني لتنفيذ مشروع المرحلة الأولى من الخط الرابع لمترو أنفاق القاهرة الكبرى (الشريحة الثانية) الموقع في القاهرة بتاريخ 26 ديسمبر 2022.[40][41]
- قرار رئيس الجمهورية رقم 160 لسنة 2023 في شأن الموافقة على التعديل الأول لاتفاق منحة المساعدة الفنية رقم 48298 للخط الأول لمترو الأنفاق بالقاهرة - مرحلة التحديث الأولى بشأن زيادة المنحة على النحو المحدد في إتفاق المنحة الممولة من الصندوق الخاص للمساهمين بالبنك الأوروبي لإعادة الإعمار والتنمية بمبلغ 351 ألف يورو ليصبح إجمالي قيمتها 3 مليون و356 ألف يورو الموقع بتاريخ 17 يناير 2023.[42]
- قرار رئيس الجمهورية رقم 211 لسنة 2023 في شأن الموافقة على اتفاق منحة بين حكومة جمهورية مصر العربية والبنك الأوروبي لإعادة الإعمار والتنمية في إطار مشروع تأهيل الخط الثاني لمترو أنفاق القاهرة الموقع بتاريخ 25 يوليو 2022 بمبلغ (1٫850٫260) يورو.[43]
- قرار رئيس الجمهورية رقم 325 لسنة 2023 في شأن الموافقة على الخطابات المتبادلة بين حكومة جمهورية مصر العربية وحكومة اليابان بشأن القرض المقدم من خلال وكالة اليابان للتعاون الدولي "جايكا" بمبلغ 100 مليار ين ياباني لتنفيذ مشروع المرحلة الأولى من الخط الرابع لمترو أنفاق القاهرة الكبرى (الشريحة الثالثة) الموقع في القاهرة بتاريخ 30 أبريل 2023.[44]
- قرار رئيس الجمهورية رقم 116 لسنة 2025 في شأن الموافقة على ملحق رقم 1 لاتفاق التعاون بشأن دراسة الجدوى لإعادة تأهيل الخط الثاني لمترو أنفاق القاهرة بين حكومة جمهورية مصر العربية وبنك الاستثمار الأوروبي.
- قرار رئيس الجمهورية رقم 145 لسنة 2025.

## التذاكر

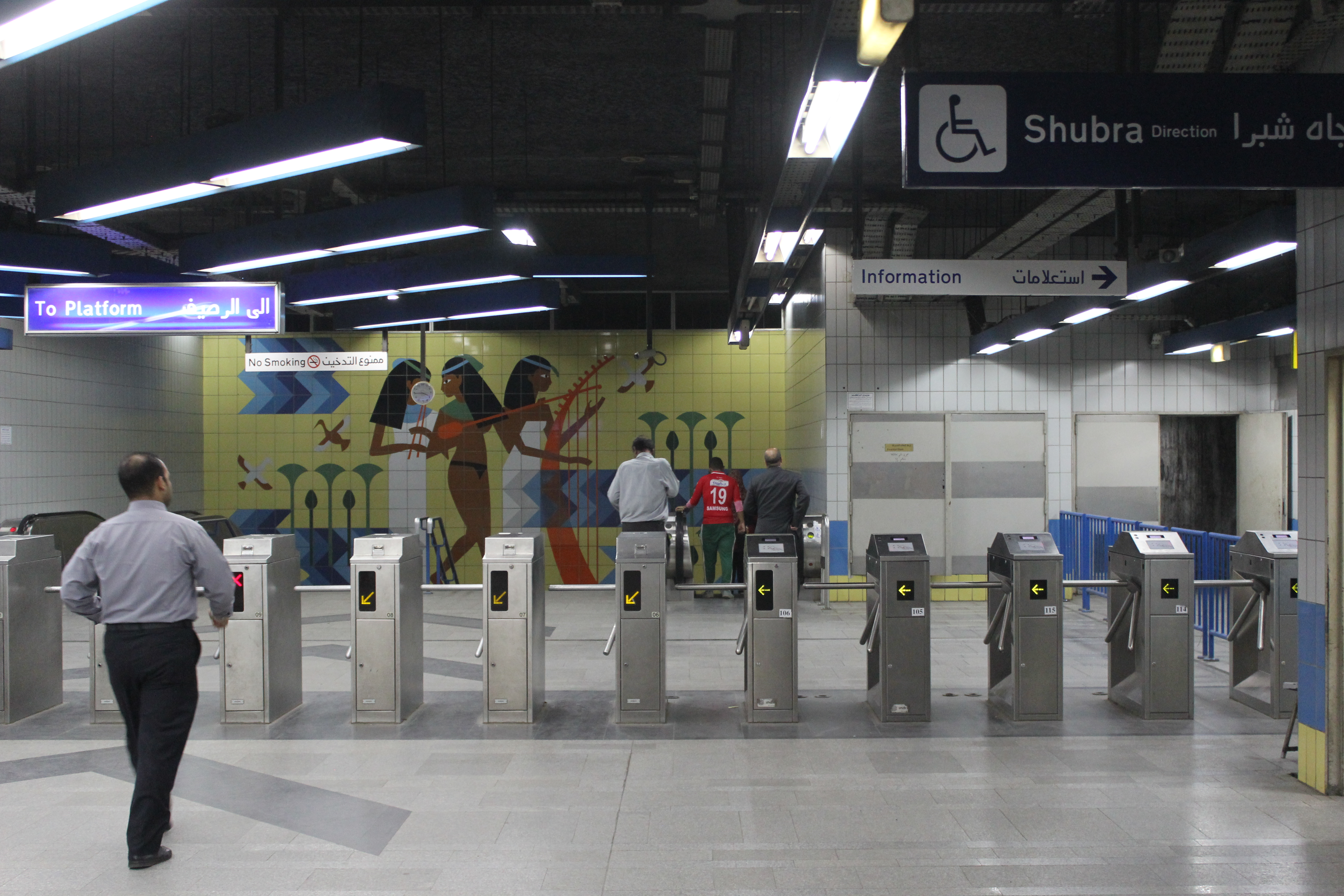
ماكينات العبور الحالية.

عند افتتاح المترو في عام 1987 كان سعر التذكرة بعشرة قروش سعر موحد.
رفعت قيمة التذاكر في عام 1989 مع اكتمال الخط الأول للمترو وافتتاح المرحلة الثانية منه فقسم إلى ثلاث مراحل، لتصبح:
- من 1 إلى 9 محطات: 10 قروش
- من 10 إلى 18 محطة: 15 قرش
- 19 محطة: 25 قرش.

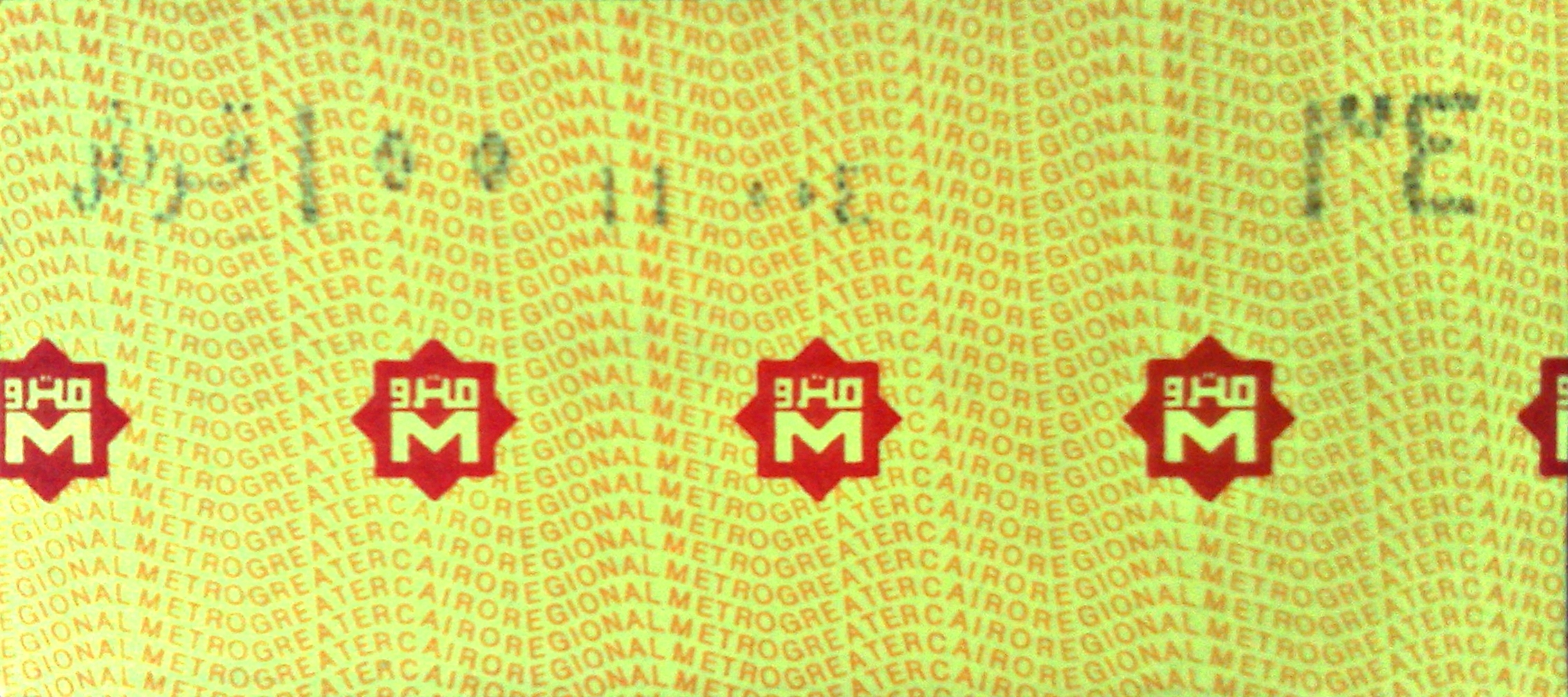
تذكرة المترو فئة 100 قرش (1 جنيه مصري) التي ظلت مستخدمة حتى 24 مارس 2017

رفعت قيمة التذكرة مع اكتمل الخط الثاني في عام 2002 لتصبح:
- من 1 إلى 9 محطات: 25 قرش
- من 10 إلى 18 محطة: 50 قرش
- من 19 محطة فأكثر: 75 قرش.

ألغي نظام المراحل في عام 2006 واستبدل بسعر موحد للتذكرة قيمته جنيه واحد للكوامل و75 قرشا للأنصاف.
رفع سعر التذكرة في 24 مارس 2017 لتصبح:
- جنيهين للكوامل
- 1.5 جنيه للأنصاف
- جنيه واحد لذوي الاحتياجات الخاصة.[45]

تغيرت منظومة التذاكر في 11 مايو 2018 لتعتمد على عدد المحطات مرة أخرى وتصبح:
- من 1 إلى 9 محطات: 3 جنيهات
- من 10 إلى 16 محطة: 5 جنيهات
- من 17 محطة فأكثر: 7 جنيهات.[46]

زادت أسعار التذاكر في 17 أغسطس 2020 لتصبح:
- من 1 إلى 9 محطات: 5 جنيهات
- من 10 إلى 16 محطة: 7 جنيهات
- من 17 محطة فأكثر: 10 جنيهات.[47]

زادت أسعار التذاكر في 1 يناير 2024 لتصبح:
- من 1 إلى 9 محطات: 6 جنيهات
- من 10 إلى 16 محطة: 8 جنيهات
- من 17 إلى 23 محطة: 12 جنيه
- أكثر من 23 محطة: 15 جنيه.[48]

زادت أسعار التذاكر في 1 أغسطس 2024 لتصبح:
- من 1 إلى 9 محطات: 8 جنيهات
- من 10 إلى 16 محطة: 10 جنيهات
- من 17 إلى 23 محطة: 15 جنيه
- أكثر من 23 محطة: 20 جنيه
- كبار السن (أكبر من 60 عام): أنصاف تذاكر.
- أي عدد من المحطات لذوي الاحتياجات الخاصة: 5 جنيهات.[49]

### الكروت الذكية
يجري حاليا إحلال وتجديد النظام الذي يعمل بالتذاكر الممغنطة في إطار خطة تطوير نظام التذاكر وعبور الركاب من خلال بوابات الدخول والخروج بالمحطات واستبدالها بنظام (بالإنجليزية: Radio Frequency - RF) الذي يستخدم الكروت الذكية "CONTACTLESS" وذلك على مراحل. كذلك أتيحت ماكينات استخراج التذاكر. أتيح أيضا كارت ذكي موحد «كارت مواصلاتي/المحفظة النقدية» كأول وسيلة دفع تربط بين وسائل النقل العامة في مصر بسعر 40 جنيه عند الشراء تشمل 25 جنيه ثمن الكارت و15 جنيه رصيد، مع إمكانية إعادة شحن الرصيد. يتيح الكارت لحامله دفع تكلفة تذكرة استقلال قطارات السكة الحديد ومترو الأنفاق والقطار الكهربائي الخفيف والمونوريل وأتوبيسات النقل الجماعي.

## الخطوط العاملة

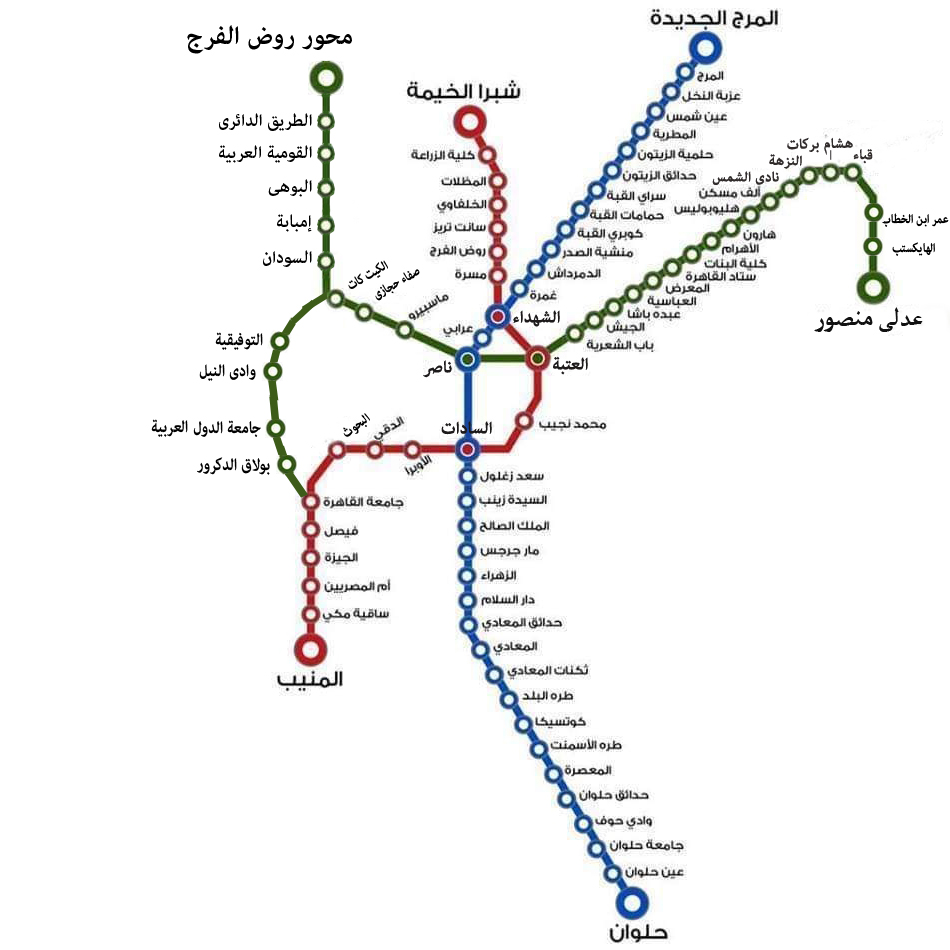
خريطة خطوط المترو الثلاثة الحالية.

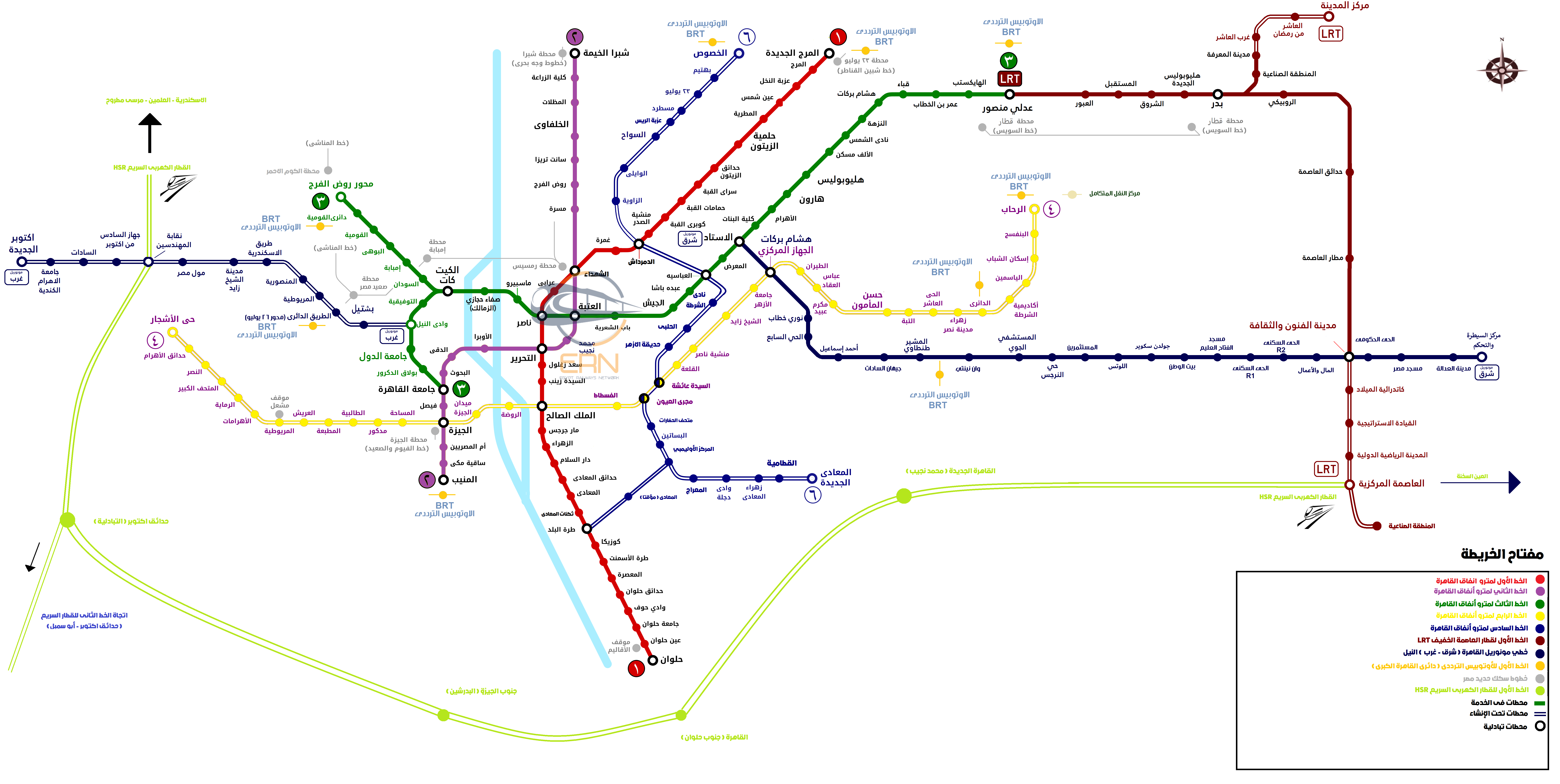
خريطة لجميع خطوط النقل السككي الكهربي بالقاهرة الكبرى

### الخط الأول

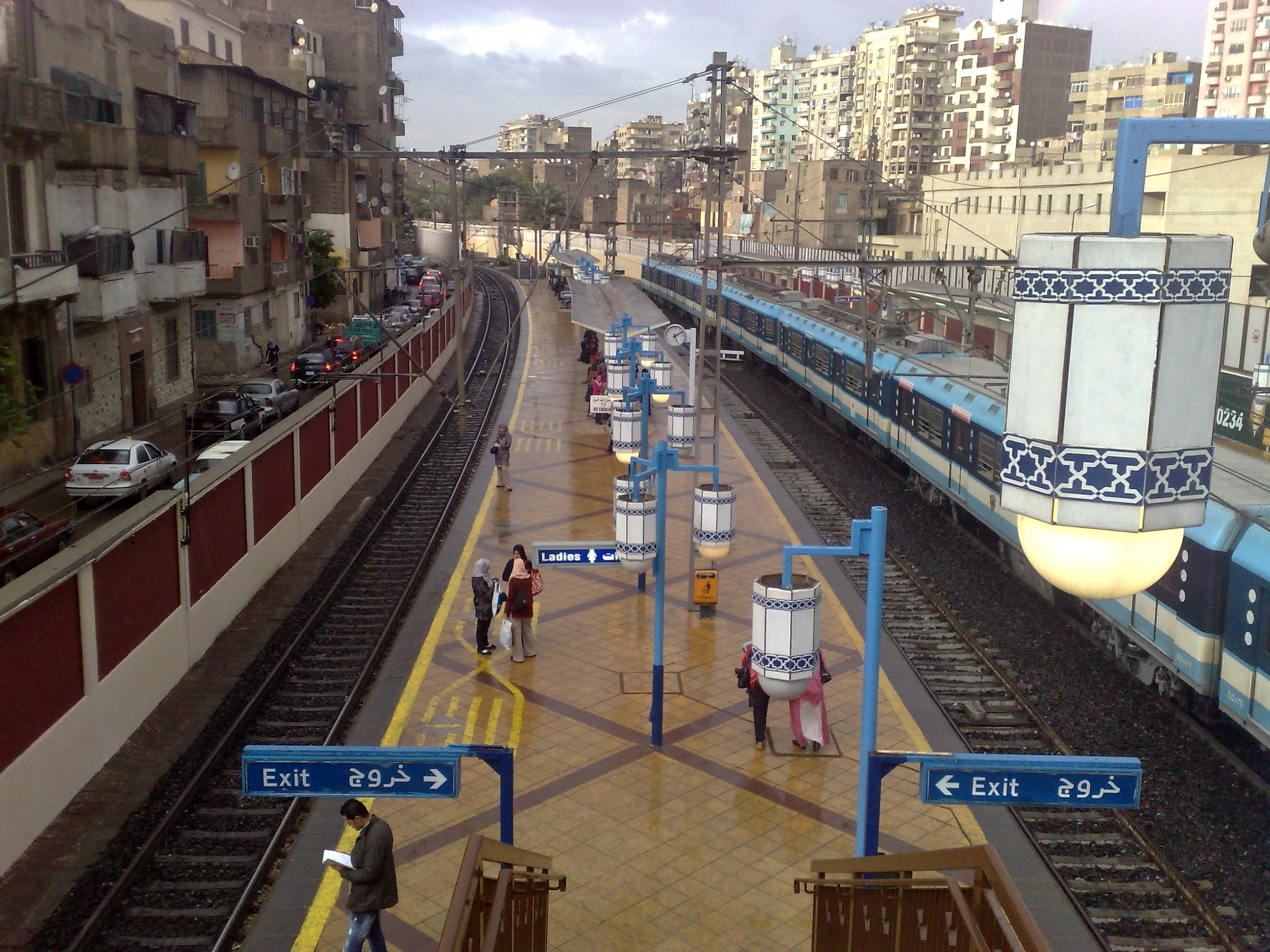
محطة السيدة زينب (الخارجية) بالخط الأول.

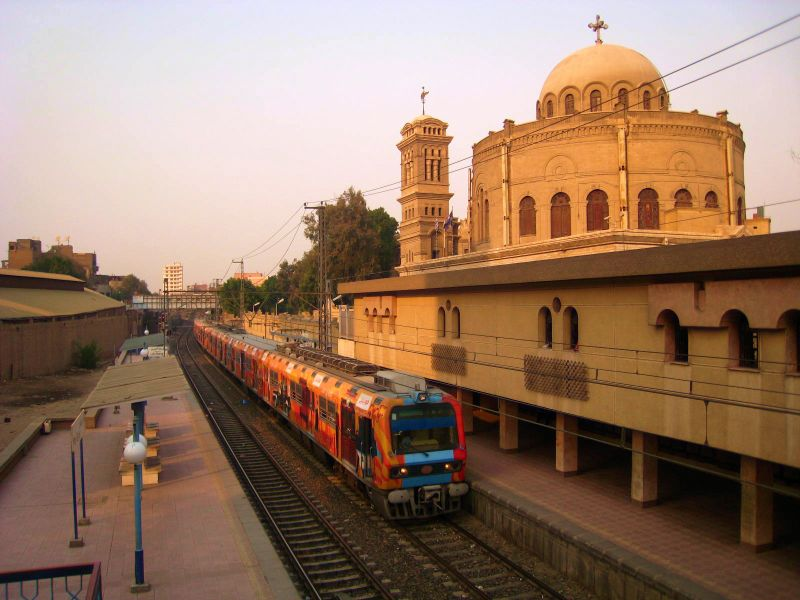
محطة مارجرجس بالخط الأول.

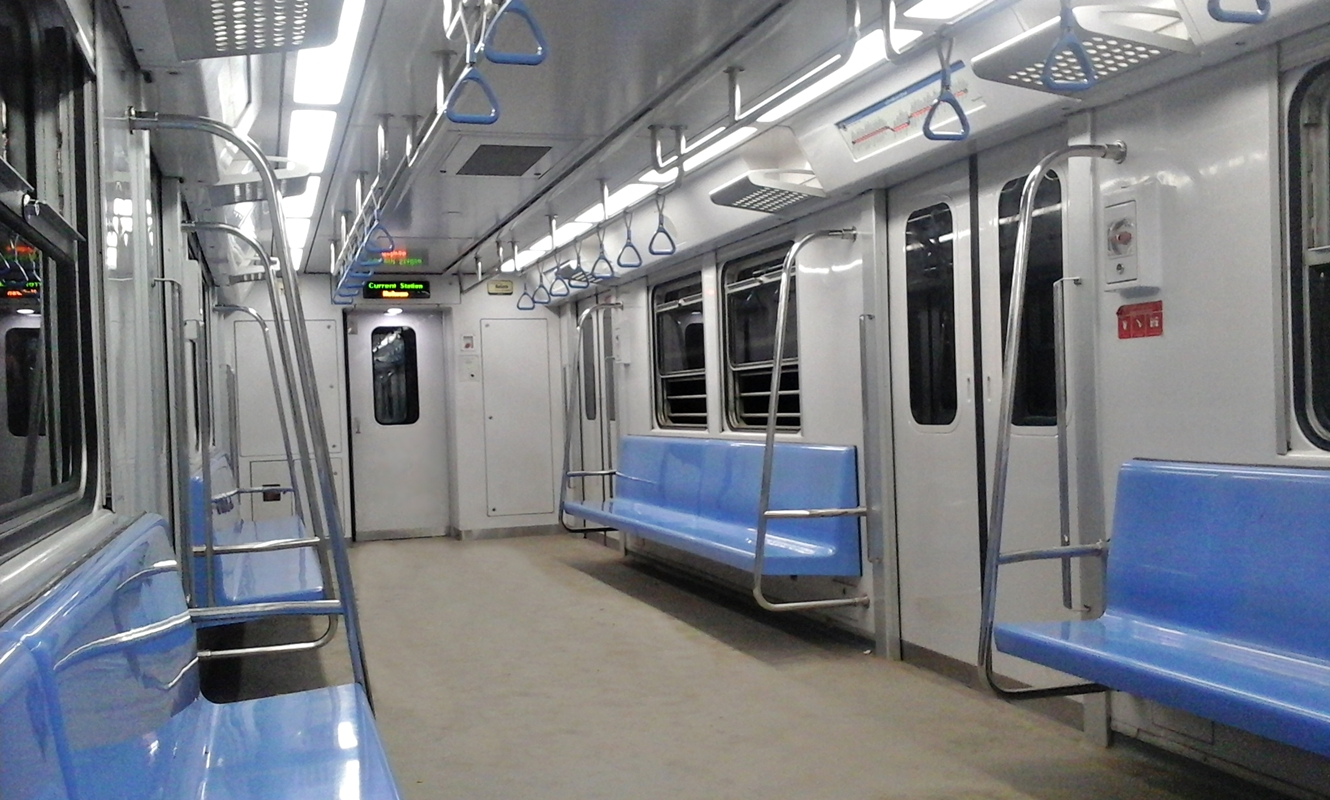
صورة من داخل إحدى عربات الخط الأول.

افتتح الخط الأول بعد الانتهاء من ربط أحد خطوط السكك الحديدية السطحية الموجودة بالفعل والممتد من ميدان باب اللوق (عابدين) وحتى حلوان (ضاحية جنوبية بالقاهرة) وبين خط حديدي آخر ممتد من ميدان رمسيس وحتى المرج (ضاحية شمالية بالقاهرة) وذلك عن طريق حفر نفق يربط بينهما لتفادي التخطيط العام للشوارع بمنطقة وسط القاهرة (المعروفة باسم وسط البلد). يضم النفق 5 محطات هم الشهداء (حسني مبارك سابقا) وهي محطة تبادلية مع الخط الثاني وأحمد عرابي وجمال عبد الناصر وهي محطة تبادلية مع الخط الثالث وأنور السادات وهي محطة تبادلية مع الخط الثاني وسعد زغلول على الترتيب من الشمال للجنوب.
أنشئت المحطات الواقعة تحت الأرض والنفق بأسلوب الحفر المكشوف بعمل الحوائط اللوحية لسند جوانب الحفر لتصبح جزء من المنشأ مع البلاطة العلوية والأساسات ثم حقنت التربة أسفل الحوائط اللوحية لتقليل المسامية وعدم التأثير على منسوب الماء خارج الحوائط للحفاظ على المباني المجاورة.
معظم محطات الخط الأول سطحية فوق سطح الأرض، ويشغل النفق خمس محطات فقط وهي الواقعة في وسط مدينة القاهرة. يتكون أسطول القطارات من 62 قطار بسرعة قصوي للتشغيل 80كم/س ويتكون القطار من 3 وحدات بسعة تصميمية لا تقل عن 2583 راكب/القطار، ويمتد من محطة حلوان جنوب القاهرة حتى محطة المرج الجديدة شمال القاهرة بطول 44 كم موزعة على 35 محطة.
نفذ الخط 7 شركات فرنسية مشتركة وشركة المقاولون العرب برئاسة شركة Interinfera، أما التمويل فكان من قروض وتسهيلات ائتمانية وتسهيلات تجارية فرنسية.

#### مراحل تنفيذ الخط الأول
نفذ الخط على 3 مراحل، يعد المكتب الاستشاري الفرنسي سيترا حالياً الدراسات اللازمة لمشروع مد الخط الأول من المرج الجديدة شمالاً وحتى شبين القناطر بطول حوالي 19 كم وعدد 12 محطة كبديل لخط السكة الحديد 23 يوليو - شبين القناطر.
- المرحلة الأولى: امتدت من محطة حلوان حتى محطة رمسيس ويبلغ طولها 29 كم، افتتح عام 1987.
- المرحلة الثانية: امتدت من رمسيس حتى المرج وبلغ طولها 14 كم، افتتح عام 1989.
- المرحلة الثالثة: أضيف امتداد للجزء الشمالي قدره 1.3 كم من المرج حتى المرج الجديدة، افتتح عام 1999.[54]

#### محطات الخط الأول
1. حلوان.
2. عين حلوان.
3. جامعة حلوان.
4. وادي حوف.
5. حدائق حلوان.
6. المعصرة.
7. طرة الأسمنت.
8. كوتسكا.
9. طرة البلد.
10. ثكنات المعادي.
11. المعادي.
12. حدائق المعادي.
13. دار السلام.
14. الزهراء.
15. مار جرجس.
16. الملك الصالح
«محطة تبادلية مع الخط الرابع للمترو».
17. السيدة زينب.
18. سعد زغلول.
19. أنور السادات
«محطة تبادلية مع الخط الثاني للمترو».
20. جمال عبد الناصر
«محطة تبادلية مع الخط الثالث للمترو».
21. أحمد عرابي.
22. الشهداء
«حسني مبارك سابقا، تقع في ميدان رمسيس بمنطقة وسط البلد، وهي محطة تبادلية مع الخط الثاني للمترو».
23. غمرة.
24. الدمرداش.
25. منشية الصدر.
26. كوبري القبة.
27. حمامات القبة.
28. سراي القبة.
29. حدائق الزيتون.
30. حلمية الزيتون.
31. المطرية.
32. عين شمس.
33. عزبة النخل.
34. المرج.
35. المرج الجديدة.

### الخط الثاني

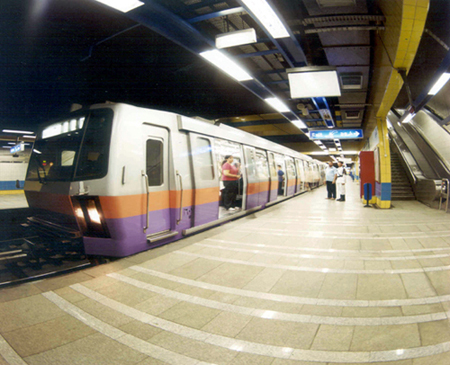
قطارات الخط الثاني.

يتكوّن الخط من جزء سطحي بطول 6 كم يحتوي على 6 محطات سطحية وجزء نفقي بطول 9.5 كم يحتوي على 10 محطات تحت الأرض، ومحطتين تبادليّتين مع الخط الأول هما محطتي الشهداء وأنور السادات. صمم الخط لنقل 45000 راكب/ساعة بسرعة قصوى 80 كم/ساعة وزمن تقاطر 105 ثانية، ويمتد من محطة شبرا الخيمة بمحافظة القليوبية وحتى محطة المنيب بمحافظة الجيزة بطول 21.6 كم موزعة على 20 محطة. يشغل الخط الشركة المصرية لإدارة وتشغيل المترو.
بلغت تكلفة إنشاء الخط نحو 9.7 مليار جنيه مصري، تم تمويلها بالكامل من خلال الموازنة العامة للحكومة المصرية عبر تيسيرات بنكية من بنوك مصرية. ونفذه شركة المقاولون العرب باستخدام ماكينتين للحفر العميق (Bentonite TBM Slurry Shield) لإنشاء الجزء النفقي بقطر داخلي 9.43 م، وقد عبر النفق نهر النيل لأول مرة باستخدام ماكينة الحفر العميق تحت فرعي النيل في منطقة الجزيرة حيث توجد محطة الأوبرا تحت الأرض.
تبلغ مدة الرحلة من أول الخط لأخره 38 دقيقة، ويتكون أسطول القطارات من 45 قطار بسرعة قصوى للتشغيل 80 كم/ساعة ، ويتكون القطار من وحدتين بسعة تصميمة لا تقل عن 2583 راكب/للقطار.

#### مراحل تنفيذ الخط الثاني
نفذ الخط ليصل لشكله الحالي على خمس مراحل:
- المرحلة الأولى (8 محطات): (من «شبرا الخيمة» حتى «مبارك») ويبلغ طولها 8 كم، افتتح عام 1996.
- المرحلة الثانية (3 محطات): (من «العتبة» حتى «السادات») ويبلغ طولها 3 كم، افتتح عام 1997.
- المرحلة الثالثة (4 محطات): (من «الأوبرا» حتى «جامعة القاهرة») ويبلغ طولها 5.5 كم، افتتح عام 1999.
- المرحلة الرابعة (3 محطات): (من «فيصل» حتى «أم المصريين») ويبلغ طولها 2.7 كم، افتتح عام 2000.
- المرحلة الخامسة (2 محطة): (من «ساقية مكي» حتى «المنيب»)، افتتح عام 2005.[56][57]

#### محطات الخط الثاني
1. المنيب.
2. ساقية مكي.
3. ضواحي الجيزة
«أم المصريين سابقا».
4. الجيزة
5. فيصل.
6. جامعة القاهرة
«محطة تبادلية مع الخط الثالث للمترو».
7. البحوث.
8. الدقي.
9. الأوبرا.
10. أنور السادات
«محطة تبادلية مع الخط الأول للمترو».
11. محمد نجيب
12. العتبة
محطة تبادلية مع الخط الثالث للمترو.
13. الشهداء
«حسني مبارك سابقا، محطة تبادلية مع الخط الأول للمترو».
14. مسرة.
15. روض الفرج.
16. سانت تريزا.
17. الخلفاوي.
18. المظلات.
19. كلية الزراعة.
20. شبرا الخيمة.

### الخط الثالث

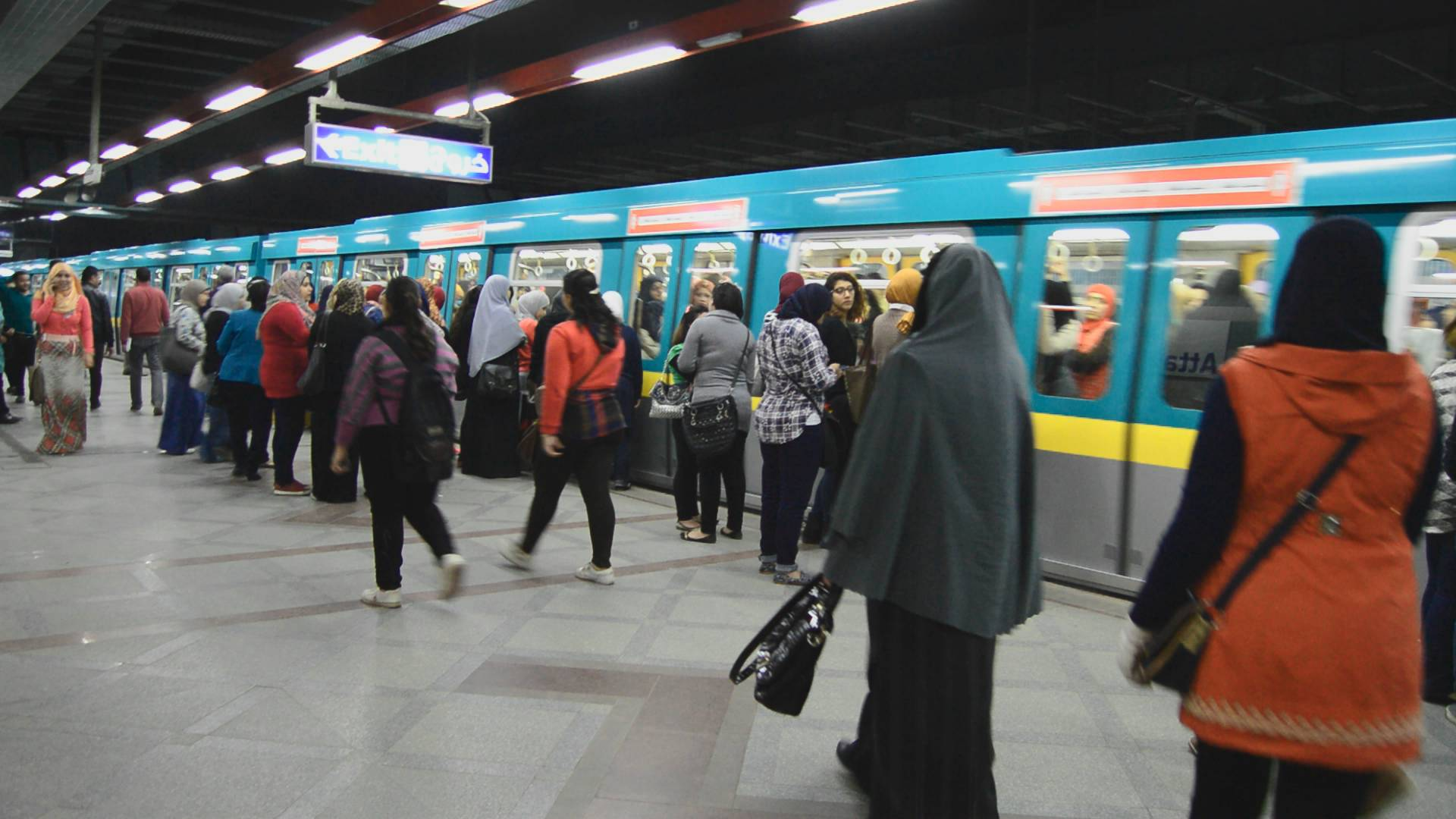
قطارات الخط الثالث.

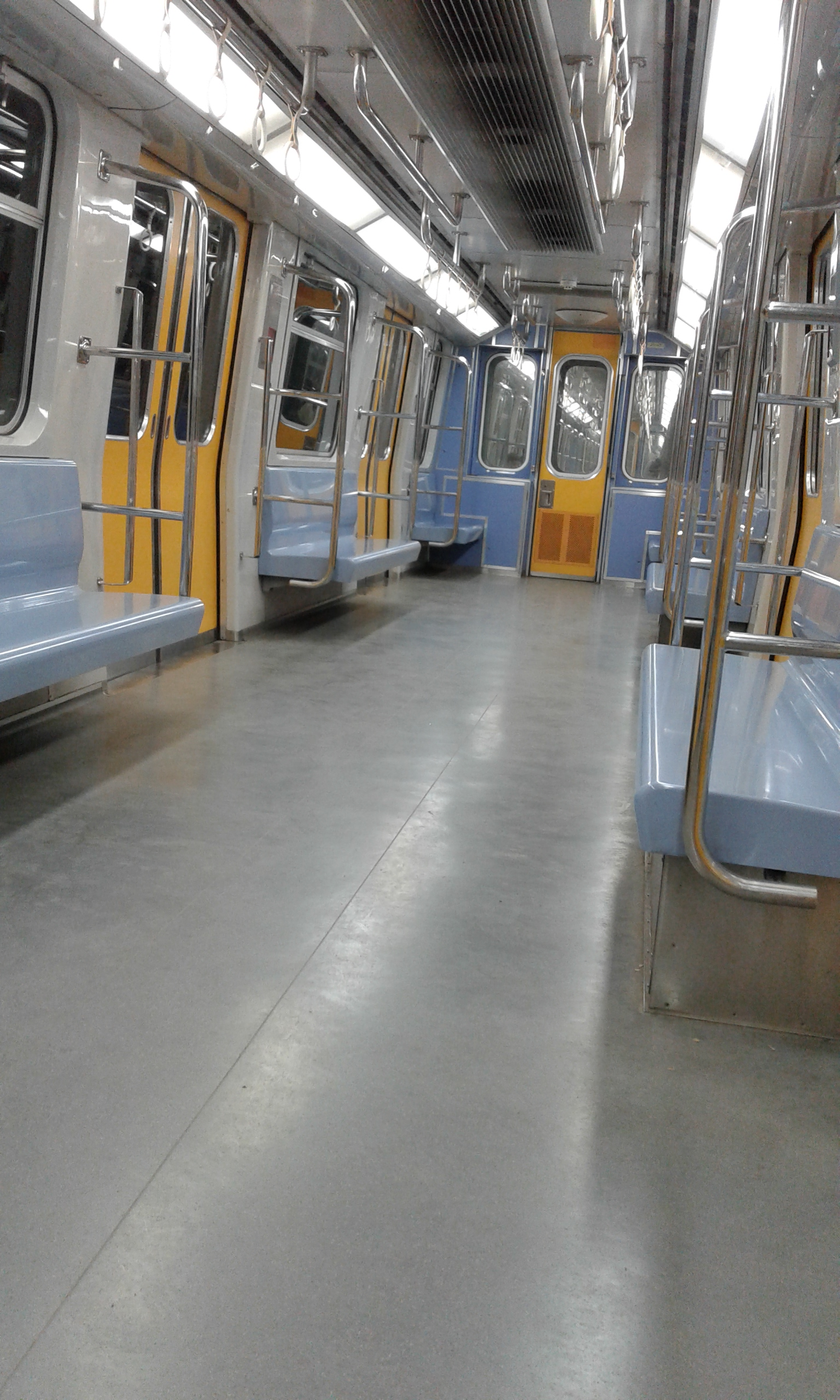
صورة من داخل إحدى عربات قطار الخط الثاني من مترو أنفاق القاهرة.

وضع حجر أساس الخط في يوليو 2007 وكان المتوقع افتتاح أولى مراحله في 6 أكتوبر 2011 ولكن تأخر جدول التنفيذ نظرا للظروف السياسية التي مرت بها البلاد في تلك الفترة. صمم الخط بسرعة قصوى تصل إلى 80 كم/ساعة ويمتد من محطة عدلي منصور بمحافظة القاهرة حتى محطة الكيت الكات بمحافظة الجيزة ثم ينقسم بعدها مسار الخط إلى مسارين، الأول من محطة التوفيقية وحتى محطة جامعة القاهرة (التبادلية مع الخط الثاني)، والثاني من محطة السودان وحتى محطة محور روض الفرج. ويمتد الخط بطول 41.2 كم موزعة على 34 محطة.
كان من المخطط مد فرع من الخط إلى مطار القاهرة فيه خمس محطات (المطار ومساكن شيراتون والكلية الحربية والحجاز وميدان الحجاز) ولكن جمدت أعمال هذا الفرع.
مول تنفيذ الخط الاتحاد الأوروبي وذراعه التمويلي بنك الاستثمار الأوروبي، والحكومة الفرنسية وذراعها الوكالة الفرنسية للتنمية. نفذ الخط شركتي المقاولون العرب وأوراسكوم بالتحالف مع الشركات الفرنسية (فينسى وبويج وكولاس ريل والستوم).

#### مراحل تنفيذ الخط الثالث
- افتتحت 5 محطات (من «العتبة» إلى «العباسية») في 21 فبراير 2012.[62][63]
- افتتحت 4 محطات (من «أرض المعارض» إلى «الأهرام») في 7 مايو 2014.[64][65]
- افتتحت 4 محطات (من «هارون» إلى «نادي الشمس») في 14 يونيو 2019.[66][67]
- افتتحت 6 محطات (من «النزهة» إلى «عدلي منصور») في 16 أغسطس 2020.[9][68]
- افتتحت 4 محطات (من «جمال عبد الناصر» إلى «الكيت كات») في 5 أكتوبر 2022.[69][70]
- افتتحت 6 محطات (من «السودان» إلى «محور روض الفرج») في 1 يناير 2024.[71]
- افتتحت 5 محطات (من «التوفيقية» إلى «جامعة القاهرة») في 15 مايو 2024.[72][73]

#### محطات الخط الثالث
1. عدلي منصور
«محطة تبادلية مع القطار الكهربائي الخفيف وخط سكك حديد القاهرة/السويس».
2. الهايكستب.
3. عمر بن الخطاب.
4. قباء.
5. هشام بركات
6. النزهة.
7. نادي الشمس.
8. ألف مسكن.
9. هليوبليس
10. هارون.
11. الأهرام.
12. كلية البنات.
13. الاستاد.
14. أرض المعارض.
15. العباسية.
16. عبده باشا.
17. الجيش.
18. باب الشعرية
19. العتبة
«محطة تبادلية مع الخط الثاني للمترو».
20. جمال عبد الناصر
«محطة تبادلية مع الخط الأول للمترو».
21. ماسبيرو.
22. صفاء حجازي
«تقع في منطقة الزمالك».
23. الكيت كات.

يتفرع بعدها مسار القطار إلى مسارين في اتجاه الغرب:
1. السودان.
2. إمبابة.
3. البوهي.
4. القومية العربية.
5. الطريق الدائري.
6. محور روض الفرج.

الجنوبي:
1. التوفيقية.
2. وادي النيل.
3. جامعة الدول العربية.
4. بولاق الدكرور.
5. جامعة القاهرة
«محطة تبادلية مع الخط الثاني للمترو».[74][75]

## خطوط قيد الإنشاء

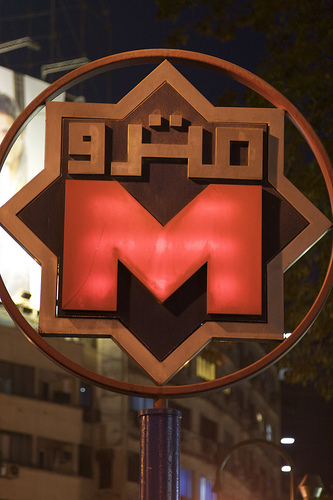
شعار مترو القاهرة.

### امتداد الخط الأول
يجري حالياً العمل على تنفيذ مد الخط الأول لمترو الأنفاق من المرج الجديدة حتى مدينة شبين القناطر بالقليوبية، على أن ينفذ المشروع في مسار قطار سكك حديد 23 يوليو-شبين القناطر، واستبداله بالمترو في مسار معزول. سيتم تمويل المشروع من خلال منحة لا ترد من الحكومة الإسبانية تحت مظلة FIEM  الأسبانية.
تم توقيع عقد بين الهيئة القومية للأنفاق والمكتب الاستشاري الاسباني TYPSA لتقديم الخدمات الاستشارية لإعداد الدراسات المبدئية للمشروع
بطول 19 كم مقسمة على 14 محطة لاستيعاب مطالب النقل المتزايدة على طول هذا المسار.

### امتداد الخط الثاني
في 4 ديسمبر 2018 وقعت الهيئة القومية للأنفاق عقداً مع المكتب الاستشاري الفرنسي "سيسترا" لتحديد الدراسات اللازمة لمد الخط الثاني إلى مدينة قليوب بطول 8.7 كم بإجمالي 5 محطات هي (ميت نما، الدائري، ميت حلفا، كوم أشفين، محطة سكة حديد قليوب)، بحيث يسير المسار الجديد بمحاذاة خط السكة الحديد "القاهرة- إسكندرية، وكشفت الدراسة أن تنفيذ هذا المشروع سيقتضي نزع ملكية أراضي زراعية، كما أنه سيواجه عمل صناعي ضخم، وهو محطة الصرف الصحي في قليوب، التي سيتطلب إنشاء بديل لها، بخلاف تكلفة أعمال إنشاء المشروع، فضلاً عن أن تكلفة المشروع مرتفعة جدا مقارنة بالعائد الاقتصادي، وقررت الهيئة حينها دراسة بدائل أخرى منها رفع كفاءة خط السكة الحديد من شبرا الخيمة إلى قليوب، وتقرر تجميد المشروع بسبب ارتفاع التكلفة التي قدرت حينها بنحو 10 مليارات جنيه.

### امتداد الخط الثالث
وقعت وزارة النقل مذكرة تفاهم مع اتحاد الشركات بقيادة شركة فينسى وهم (فينسي، بويج، المقاولون العرب، أوراسكوم للإنشاءات) لإعداد التصميم المبدئي وتقديم عرض لتنفيذ المرحلة 4ج من الخط الثالث لمترو أنفاق القاهرة مدتها 12 شهر، وذلك على هامش فاعليات معرض أينوترانس الذى أقيم بمدينة برلين بألمانيا.
تمتد المرحلة بطول 7.5 كم، وعدد 5 محطات هي (ميدان الحجاز، الحجاز، الكلية الحربية، مساكن شيراتون، مطار القاهرة) في مسار نفقي.

### الخط الرابع
يجري حاليًا أعمال بناء الخط الرابع الذي سيربط بين من مدخل مدينة 6 أكتوبر عند تقاطع الطريق الدائري مع طريق الواحات مرورا بحي الهرم ليمتد إلى مدينة القاهرة الجديدة. كما سيربط بالخط الأول في محطة الملك الصالح وربطه بالخط الثاني في محطة الجيزة.
مول تنفيذ الخط الرابع قرض ميسر من وكالة اليابان للتعاون الدولي (جايكا). كان من المخطط طبقا للدراسات التي أعدتها وكالة جايكا في 2010 أن تتكلف المرحلة الأولى من الخط الرابع 15 مليار جنيه وأن يبدأ العمل بها قبل منتصف 2012 وأن تنتهي في 2019. لكن تأخر جدول تنفيذها نظرا للأحداث السياسية في تلك الفترة.
يقوم على تنفيذ الخط الرابع المجموعة التخصصية 401CP أوراسكوم - ميتسوبيشي مع تحالف شركات المقاولون العرب - كونكورد – بتروجيت – حسن علام.

#### مراحل تنفيذ الخط الرابع
المرحلة الأولى تمتد بطول 19 كم وعدد 17 محطة (16 نفقية و1 سطحية) من محطة حدائق الأشجار حتى محطة الفسطاط.
المرحلة الثانية من الخط تمتد بطول 23 كم و21 محطة من الفسطاط وحتى القاهرة الجديدة.
امتدادات تحت الدراسة
يجري حاليًا دراسة إضافة مرحلة ثالثة من الرحاب حتى العاصمة الإدارية الجديدة موازية لمسار طريق السويس لربط مدن الرحاب ومدينتي والشروق وبدر على أن تلتقي المرحلة الثالثة مع القطار الكهربائي الخفيف في مدخل العاصمة الإدارية.
كذلك يجري دراسة إضافة مرحلة في المسافة من محطة حدائق الأشجار وحتى ميدان الحصري بطول 16.3 كم لخدمة الكثافة السكانية على طول مسارها ولتحقيق الربط مع مونوريل غرب النيل في محطة جهاز 6 أكتوبر

#### محطات الخط الرابع
1. حدائق الأشجار.
2. حدائق الأهرام.
3. النصر.
4. المتحف المصري الكبير.
5. ميدان الرماية.
6. الأهرام.
7. المريوطية.
8. العريش.
9. المطبعة.
10. الطالبية.
11. مدكور.
12. المساحة.
13. الجيزة
«محطة تبادلية مع الخط الثاني للمترو».
14. ميدان الجيزة.
15. الروضة.
16. الملك الصالح
«محطة تبادلية مع الخط الأول للمترو».
17. الفسطاط
«محطة تبادلية مع الخط السادس للمترو».
18. عين الصيرة.
19. السيدة عائشة.
20. قلعة صلاح الدين.
21. منشية ناصر.
22. الشيخ زايد آل نهيان.
23. المقاولون العرب.
24. جامعة الأزهر.
25. الجهاز المركزي
«محطة ربط مع خط مونوريل العاصمة الأخضر شرق النيل».
26. الطيران.
27. عباس العقاد.
28. مكرم عبيد.
29. حسن المأمون
30. الحي العاشر.
31. القضاء العسكري.
32. زهراء مدينة نصر.
33. الدائري.
34. أكاديمية الشرطة.
35. الياسمين.
36. إسكان الشباب.
37. البنفسج.
38. الرحاب.[92][93]

### الخط السادس
وقع الفريق كامل الوزير نائب رئيس مجلس الوزراء للتنمية الصناعية وزير الصناعة والنقل وايرك شوفاليه سفير فرنسا لدى مصر، خطة عمل بشأن الخطوات القادمة لمشروع الخط السادس لمترو أنفاق القاهرة الكبرى، يستهدف من الخط ربط شمال القاهرة بجنوبها من منطقة الخصوص شمالاً وحتى منطقة المعادى الجديدة، وتخفيف ازدحام الخط الأول. يبلغ طول الخط حوالى 35 كم فيها عدد 24 محطة من شمال منطقة الخصوص حتى المعادي الجديدة، كما يمتد الخط بوصلة جنوبية بطول 3.4 كم (عدد 2 محطة) إلى منطقة ورشة عمرة الخط الأول بطرة البلد.
يدرس حاليًا مد الخط بطول 17 كم على طريق السخنة إلى محور طلعت حرب/محور محمد نجيب ليربط مع الخط الأول من شبكة القطار الكهربائى السريع (محطة محمد نجيب) ومع مونوريل شرق النيل (محطة النرجس) ومع الخط الرابع أمام مدينة الرحاب بطول 6 كم.

#### محطات الخط السادس
الخط السادس (الخصوص - المعادي الجديدة) بطول 35 كم موزعة على 26 محطة.
1. الخصوص.
2. الدائري.
3. بهتيم.
4. 23 يوليو.
5. مسطرد.
6. عزبة الريس.
7. السواح.
8. الوايلي.
9. الزاوية الحمرا.
10. الدمرداش
«محطة تبادلية مع الخط الأول للمترو».
11. العباسية
«محطة تبادلية مع الخط الثالث للمترو».
12. صلاح سالم.
13. نادي الشرطة.
14. حديقة الأزهر.
15. السيدة عائشة.
16. مجرى العيون
«محطة تبادلية مع الخط الرابع للمترو».
17. المحجر.
18. البساتين.
19. المركز الأولمبي.

يتفرع بعدها مسار القطار إلى مسارين:
1. مدينة المعراج.
2. وادي دجلة.
3. زهراء المعادي.
4. القطامية.
5. المعادي الجديدة.

الثاني
1. شرق المعادي.
2. طرة البلد.[95]

## خطوط ملغاة

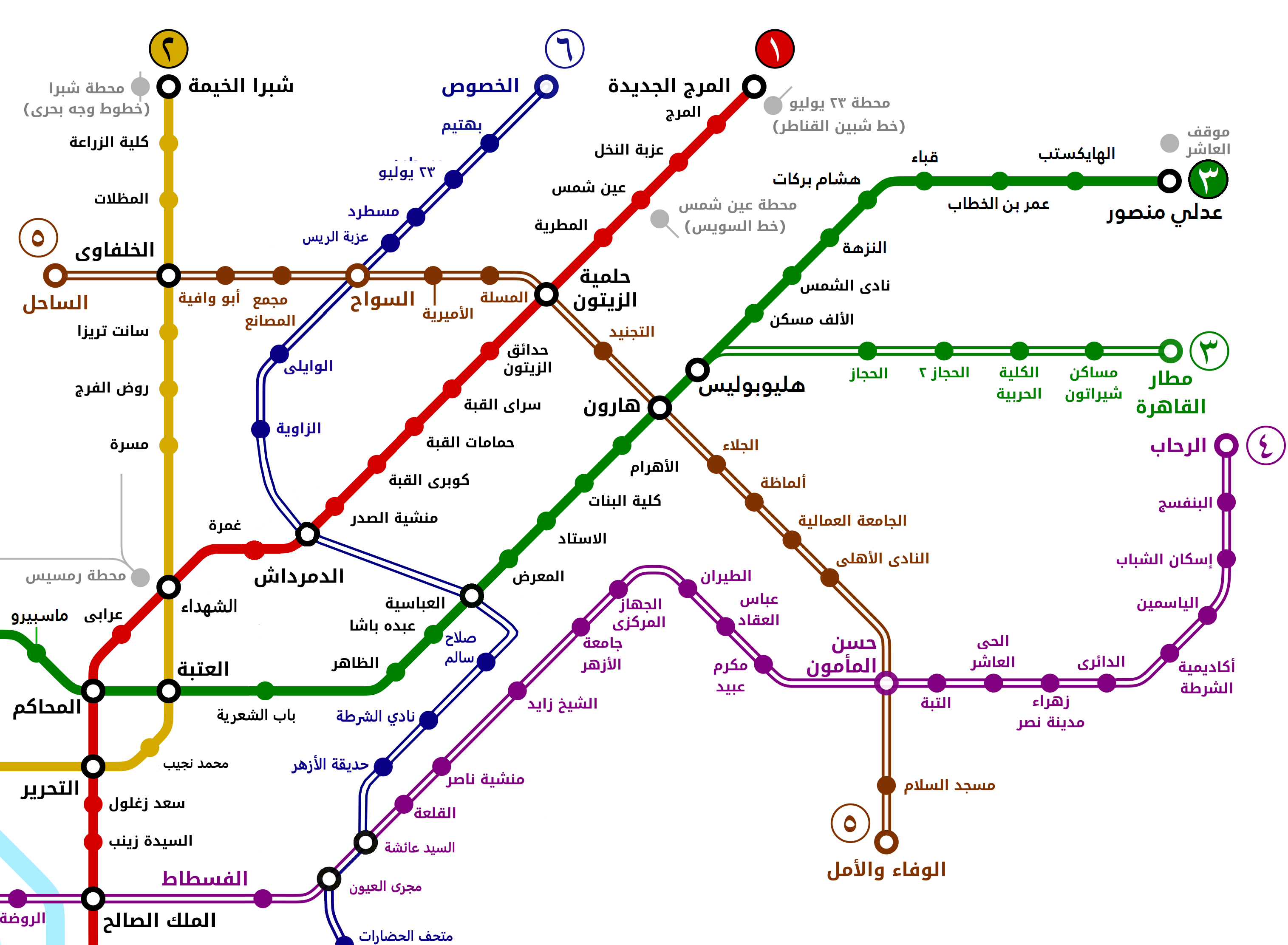
خريطة لمسار الخط الخامس وفرع الخط الثالث الذي ألغي مطبقا على خريطة الوقع الحالي للمسار

كان من المخطط أن يبنى خط خامس يربط (مدينة نصر - الساحل) بين باقي خطوط المترو (الأول والثاني والثالث والرابع والسادس). وكان مستهدفا وفق الدراسات المخططة أن يستغرق تنفيذ هذا الخط نحو 6 سنوات بطول حوالي 24 كم موزعة على 17 محطة. أُلغي تنفيذ هذا الخط في عام 2021 لكون المناطق التي يخدمها تتوافر لها وسائل مواصلات أخرى.
كان من المخطط مد فرع للمطار من الخط الثالث ليصل مطار القاهرة الدولي بوسط القاهرة والجيزة، لكن جمد الفرع في 2021 وتقرر استبداله بالشاتيل باص لارتفاع تكاليف مشروع مد المترو.

## التشغيل
يعمل مترو القاهرة يوميًا من الساعة 05:00 إلى 01:00، وتمد ساعات العمل في شهر رمضان حتى الساعة 02:00، بينما تُخصص الساعات المتبقية لأعمال الصيانة الدورية.
تخصص العربتان الوسطى (4 و5) من كل قطار في مترو القاهرة للنساء، وتصبح العربة الخامسة عربة متعددة الاستخدامات بعد الساعة 21:00. وُضعت لافتات زرقاء (وردية في الخطين الأول والثاني) في المحطات للإشارة إلى مواقع هذه العربات، وتعتبر خيارًا للنساء اللواتي يفضلن تجنب الركوب مع الرجال، لكن بإمكان النساء ركوب باقي العربان بحرية. استُحدثت هذه السياسة كإجراء لحماية خصوصية المرأة.

## تطوير الخطوط القديمة

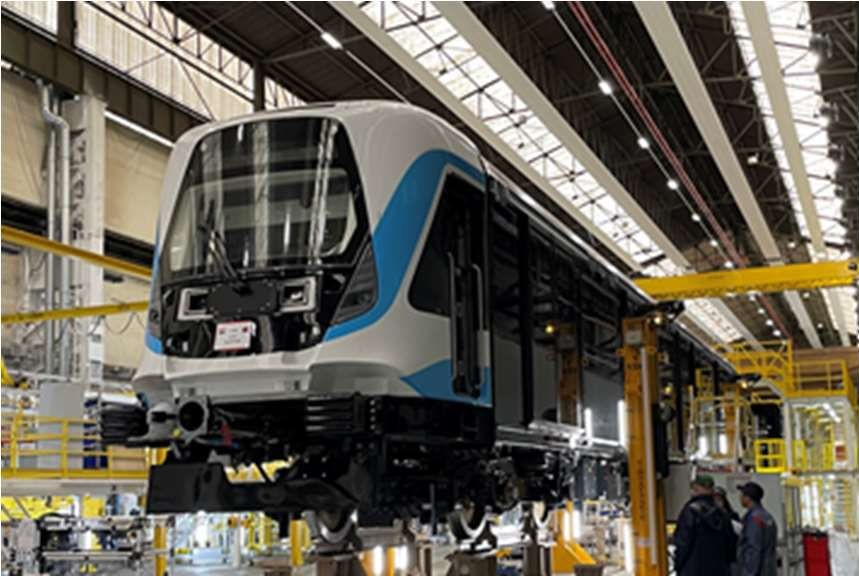
الاستعدادات النهائية لقطار متروبوليس لشحنه وتشغيله بالخط الأول لمترو القاهرة في ٢٠٢٥.